# Leonardo Bonucci
Pour les articles homonymes, voir Bonucci.
Leonardo Bonucci, né le 1er mai 1987 à Viterbe en Italie, est un ancien footballeur international italien qui évoluait au poste de défenseur central. Considéré comme l'un des meilleurs défenseurs de sa génération, il est connu pour sa technique de balle, sa lecture du jeu, ses tacles et sa capacité à jouer dans une défense à trois ou quatre joueurs.
Après avoir commencé sa carrière à l'Inter Milan en 2005, Bonucci évolue en prêt à Trévise et Pise, avant de rejoindre Bari en 2009. Ses performances lui valent d'être transféré à la Juventus Turin la saison suivante, où il devient progressivement un membre clé de la ligne défensive. Aux côtés de ses compatriotes Giorgio Chiellini et Andrea Barzagli, il s'impose même comme l'un des meilleurs défenseurs du football mondial. Il remporte huit titres de Serie A et dispute deux finales perdues de Ligue des Champions en 2015 et 2017 durant sa période Bianconeri, interrompue par un passage au Milan AC en 2017-2018. Après douze saisons à la Juve, il achève sa carrière à l’Union Berlin puis à Fenerbahçe.
Au niveau international, Bonucci cumule 121 sélections et 8 buts avec l’Italie entre 2010 et 2023, représentant le pays transalpin lors de deux Coupes du monde (2010 et 2014), trois Championnats d'Europe (2012, 2016 et 2021) et une Coupe des Confédérations (2013). Finaliste en 2012, il remporte l’Euro 2021 en inscrivant le but égalisateur en finale face à l’Angleterre. 
Sur le plan individuel, Bonucci a été nommé dans l'équipe-type de la saison de l'Europa League au cours des saisons 2013-2014 et 2017-2018, et a été quatre fois membre de l'équipe de l'année de Serie A. Il a été nommé meilleur joueur de l'année de Serie A en 2016 et également été inclus dans l'équipe de l'année de l'UEFA au cours de la même saison. Enfin, il se classe 14e au Ballon d’Or 2021. Depuis 2024, il est adjoint de la sélection italienne U20.

## Biographie

### Jeunesse
Second fils de Dorita et Claudio Bonucci, Leonardo Bonucci grandit à Pianoscarano, un quartier médiéval de Viterbe avec son grand frère  Riccardo. Il s'initie au foot avec ses camarades de jeu dans l'équipe de Pianoscarano puis rejoint avec quelques coéquipiers l'équipe de sa ville, l'AS Viterbese, en 2000 . Son rôle n'est pas défini à l'époque, il joue milieu de terrain central ou milieu latéral mais à seize ans après un entretien avec son entraîneur Carlo Perrone (it), il devient défenseur central. À l'âge de 17 ans, il est sur le banc de l'équipe en Serie C2.

### Carrière en club

#### Inter Milan (2005-2009)
Leonardo Bonucci fait un essai avec l'Inter Milan en 2005 ; il se fait repérer et reçoit un billet d'avion pour Abou Dabi pour effectuer un stage de pré-saison. Il s'engage finalement avec le club milanais, le 11 juillet 2005, à 18 ans puis il intègre l'équipe de jeunes de l'Inter. Roberto Mancini le fait toutefois débuter en Serie A, le 14 mai 2006, lors de la dernière journée de championnat contre Cagliari (2-2), son seul et unique match de la saison dans l'élite.
Il reste à l'Inter Milan la saison suivante mais ne dispute aucun match de Serie A. Le 9 novembre 2006, Bonucci fait ses débuts en Coupe d'Italie en remplaçant Fabio Grosso à la 86e minute dans la rencontre face à Messine (0-1). Il effectue deux autres apparitions dans la compétition, contre Empoli le 17 janvier 2007 (2-0) et la Sampdoria le 1er février suivant (0-0), mais le club s'incline en finale contre l'AS Rome. Il remporte toutefois le championnat avec les jeunes en tant que capitaine.

##### Prêt au Trévise FBC 1993 (2007-2009)
En janvier 2007, 50% des droits de Leonardo Bonucci et de Daniel Maa Boumsong furent vendus au Trévise FBC 1993. Le 1er juillet 2007, les deux joueurs ainsi que Federico Piovaccari passent de l'Inter Milan au Trévise FBC 1993 en copropriété. Pour compenser les départs, le club milanais récupère l'entière propriété de Robert Acquafresca. Durant la saison 2007-2008 en Serie B, il dispute une saison pleine, jouant 27 matchs et marquant ses 2 premiers buts professionnels malgré les résultats très décevants du club.
En juin 2008, il est le seul joueur à être racheté par l'Inter Milan mais Leonardo Bonucci reste en prêt au Trévise FBC 1993 pour la première partie de saison. Il joue 13 matchs et inscrit un but contre Parme (2-2) et Vicenza (1-1).

##### Prêt au Pise SC (2009)
En janvier 2009, il quitte le Trévise FBC 1993 et passe au Pise SC, toujours en prêt. Le club termine 20e de Serie B et est relégué. Bonucci joue 18 matchs et marque 1 but lors de la 35e journée à domicile contre l'AC Mantoue (1-1).

#### AS Bari (2009-2010)

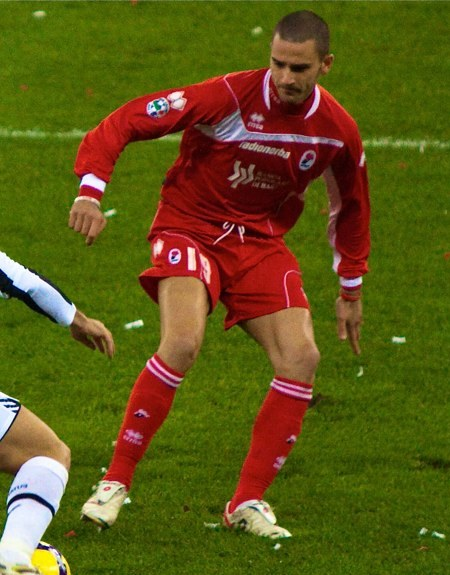
Leonardo Bonucci avec l'AS Bari lors de la saison 2009-2010.

À l'été 2009, son contrat est racheté par le Genoa CFC dans le cadre de l'opération qui amène Thiago Motta et Diego Milito à l'Inter Milan. Il passe ensuite directement à l'AS Bari en copropriété pour 2 millions d'euros. Bonucci s'impose très vite dans la défense centrale des "Galletti", permettant au club d'obtenir d'excellents résultats pour un promu. Son aisance technique et sa régularité en font l'une des découvertes de ce championnat.
Associé avec le jeune Andrea Ranocchia en défense centrale, ils forment un duo solide et extrêmement efficace à tel point que le club possède la deuxième meilleure défense de Serie A à la mi-saison. Son entraîneur Giampiero Ventura le titularise à chaque match et il n'est jamais remplacé. Le 30 janvier 2010, il inscrit son premier but avec l'AS Bari dans le match de championnat à domicile contre l'US Palerme (victoire 4-2).
Sa saison est impressionnante et il tape dans l'œil du sélectionneur italien Marcello Lippi. Le club du sud de l'Italie termine dans la première moitié de tableau et, à la fin de la saison, il n'aura raté aucun match du championnat en jouant 38 rencontres pour 1 but, son premier dans l'élite. En juin 2010, il est entièrement racheté par Bari pour 8 millions d'euros.

#### Juventus FC (2010-2017)

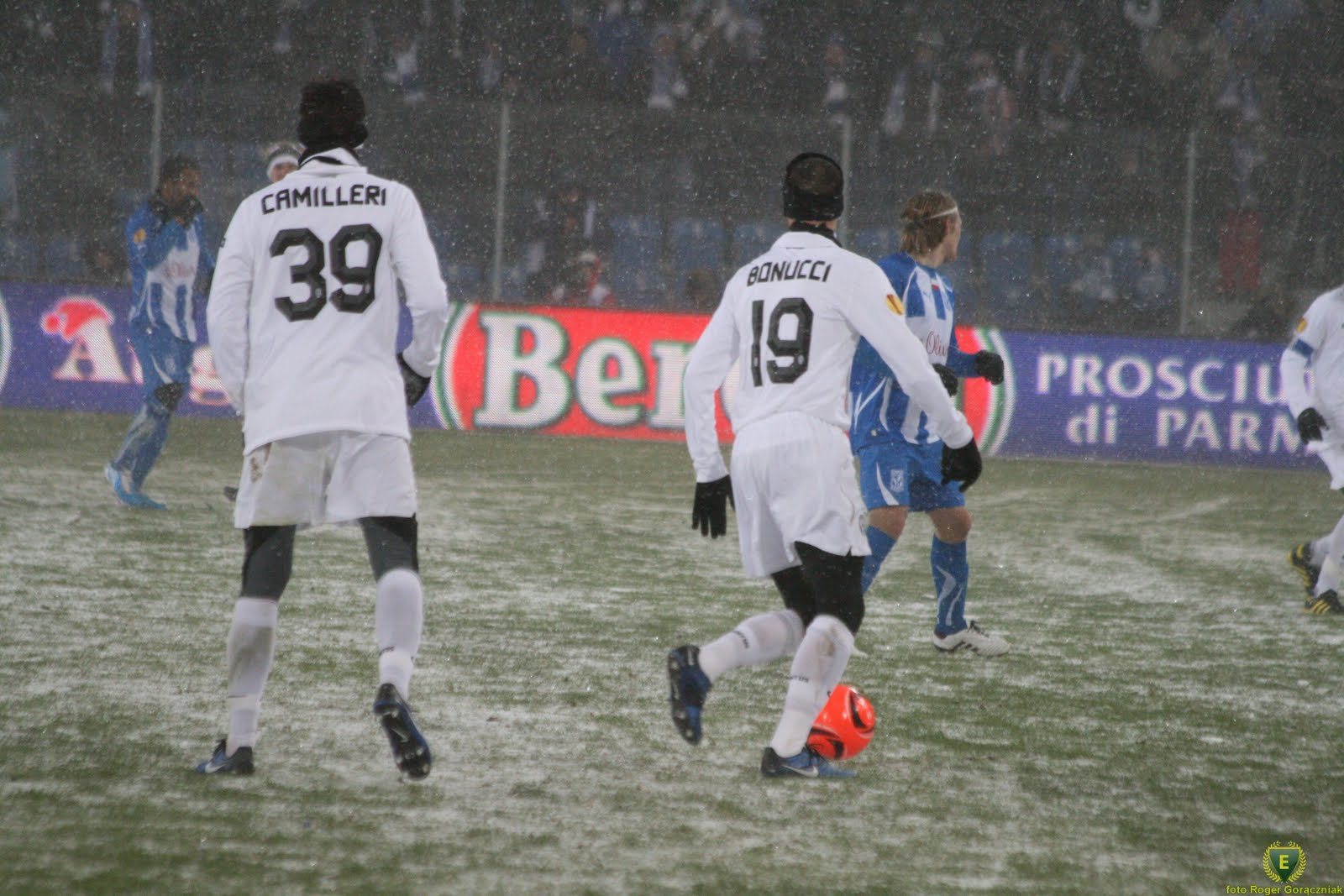
Leonardo Bonucci et Vincenzo Camilleri face au Lech Poznań (1-1) en Ligue Europa

À la suite de cette belle saison, Bonucci rejoint pour cinq saisons un des plus grands clubs d'Italie, la Juventus, où il est appelé à remplacer Fabio Cannavaro, parti à Al-Ahli Dubaï. Le transfert est évalué à 15,5 millions d'euros. « On respire ici une envie de bien commencer la nouvelle saison en mettant une pierre sur le passé et construire les bases pour une grande Juve... Je me sens prêt pour cette nouvelle aventure, c’est le couronnement d’un rêve mais c’est aussi un point de départ pour devenir un grand joueur. » annonce-t-il à la presse.
Le nouvel entraîneur Luigi Delneri en fait un titulaire indiscutable aux côtés de Giorgio Chiellini dans la défense centrale turinoise. Le 19 août 2010, il marque son premier but pour la Juventus lors des barrages de la Ligue Europa 2011 face au SK Sturm Graz. Le 29 août, il fait ses débuts en championnat contre son ancienne équipe l'AS Bari. Bonucci marque son premier but avec la Juve en championnat sur un coup franc de Del Piero face à l'Udinese (0-4) lors de la troisième journée de Serie A,.
Le 26 septembre 2010, il inscrit un nouveau but en championnat face à Cagliari à la suite d'un corner mal dégagé (match remporté 4-2). Leonardo Bonucci termine la saison 2010-2011 avec 44 rencontres disputées pour 3 buts. Il joue 34 matchs de Serie A et le club finit à la  septième place du championnat, ne se qualifiant donc pas pour les compétitions européennes.
Pour la saison 2011-2012 avec la venue d'Antonio Conte au poste d’entraîneur, Bonucci est une nouvelle fois titularisé dans l'axe de la défense mais avec Andrea Barzagli; Chiellini passant au poste d'arrière gauche. Puis Conte met en place une défense à trois dont Bonucci est au centre accompagné de Barzagli sur le côté droit et de Chiellini à gauche. Ce trio fait preuve alors d'une très grande solidité et complicité rendant la défense de la Juventus la moins perforée d'Europe lors de la saison 2011-2012. Le 25 octobre 2011, il marque un but dans le match de championnat Juventus-Fiorentina (2-1) disputé au Juventus Stadium.

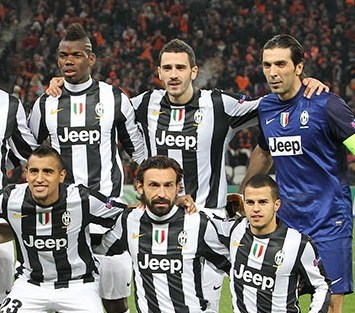
Leonardo Bonucci sous le maillot de la Juventus de Turin lors de la saison 2012-2013.

Le 3 mai 2012, il est mis en examen dans le cadre de l'affaire dite du Calcioscomesse (paris et matchs truqués) par le procureur de la République de Crémone : contrairement à son coéquipier Domenico Criscito, Bonucci n'est pas écarté de la sélection nationale italienne pour participer à l'Euro 2012. Le 1er août, lors du match amical opposant la Juventus au Benfica à Genève, Bonucci est capitaine (un geste de solidarité et de confiance de la part de la société bianconera). Il sera, plus tard, jugé innocent.
Le 2 octobre 2012, lors de la première rencontre de Ligue des champions jouée dans le Juventus stadium, Bonucci marque un splendide but synonyme de match nul 1-1 face au Shakhtar Donetsk.
Le 25 novembre 2012, il dispute son 100e match sous le maillot bianconero.
Le samedi 9 février 2013, alors qu'il est suspendu pour le match Juventus-Fiorentina, Bonucci se rend en "Curva Scirea" (tribune des ultras de la Juventus) pour suivre la rencontre.
Le 5 mai 2013, il remporte un deuxième Scudetto consécutif avec la Juventus en étant un acteur majeur de cette performance.
Lors de la saison 2013-2014, Bonucci est confirmé au centre de la défense de la Juventus et remporte le championnat pour la troisième fois en trois ans. En coupe d'Europe, il marque un but en quart de finale contre l'Olympique lyonnais, mais la Juventus échoue ensuite en demi finale contre le Benfica et ne jouera donc pas "sa" finale de Ligue Europa au Juventus stadium. Son bilan personnel à la fin de la saison est toutefois très positif.
Pendant la préparation estivale de la saison 2014-2015, Massimiliano Allegri remplace au pied levé Antonio Conte, un entraineur fondamental dans la progression de Bonucci, ce qui n'empêche toutefois pas à l'international italien d'être confirmé dans son rôle de pilier central de la défense à trois, ou dans la ligne à quatre selon le schéma utilisé. Il parvient jusqu'en finale mais la perd face au FC Barcelone 3-1.
La saison suivante, il s'impose véritablement comme pilier de la défense et réussit à nouveau le doublé coupe/championnat pour la seconde année de suite.
Le bilan de la saison 2016-2017 est similaire à celui de 2014-2015 : la Juventus réussit à nouveau le doublé mais échoue en finale de Ligue des champions face au Real Madrid s'inclinant 4-1. Cependant, Bonucci est pointé du doigt à la suite de cette défaite pour des échos faisant état de son coup de sang pendant la pause ayant perturbé le groupe, ce qui explique une deuxième mi-temps bien moins agressive que la première. Pour ne rien arranger, les relations s'étant déjà auparavant dégradées avec Allegri en janvier, ce qui lui avait valu d'être écarté du groupe d'un match important contre le FC Porto, n'ont fait qu'empirer à la suite de cet épisode.

#### AC Milan (2017-2018)
Les rumeurs de tensions avec son entraîneur vont se confirmer le 14 juillet 2017, car Bonucci signe à la surprise générale chez le rival de l'AC Milan pour cinq ans, contre une somme de 40 millions environ selon les médias. Le défenseur est voué à être le symbole du renouveau du club, qui cherche à retrouver les sommets après plusieurs saisons catastrophiques. Fer de lance de la défense et capitaine d'équipe, Bonucci subit la pression de ce changement et se montre loin de son efficacité habituelle. Dès ses premiers matchs dans son nouveau club, il multipliera les erreurs défensives provoquant l'incompréhension des observateurs, et l'ironie des supporters de la Juve, toujours rancuniers de son départ. Ce n'est qu'après l'arrivée de Gennaro Gattuso en milieu de saison que le défenseur italien commencera à retrouver peu à peu son niveau.

#### Retour à la Juventus FC (2018-2023)
Après que Leonardo Bonucci a exprimé son souhait de retourner à Turin, l'AC Milan et le Juventus FC s'accordent sur son transfert. Bonucci retrouve son compère Giorgio Chiellini en défense centrale, mais réalise une saison plutôt quelconque. Son incapacité à gérer la défense, sans Chiellini blessé mais avec un bon Rugani, face à l'Ajax Amsterdam est notamment pointée du doigt.
Lors de la saison 2019-2020, Bonucci découvre un nouvel entraîneur avec l'arrivée de Maurizio Sarri et profite de la longue blessure de Chiellini pour récupérer le brassard de capitaine. Il fait un très bon début de saison, couvrant les erreurs de Matthijs de Ligt, arrivé pendant l'été, qui a de la peine à s'acclimater au calcio. Bonucci prolonge son contrat avec la Juventus le 19 novembre 2019. Il est alors lié au club jusqu'en juin 2024.
Le 1er mai 2022, jour de ses 35 ans, Leonardo Bonucci se fait remarquer lors d'une rencontre de Serie A face au Venise FC en marquant deux buts. Il permet ainsi à son équipe de remporter le match par deux buts à un,.

#### Union Berlin (2023)
Le 1er septembre 2023, alors qu'il lui restait encore un an de contrat à la Juventus FC, Leonardo Bonucci s'engage en faveur de l'Union Berlin en paraphant un contrat d'un an,.
Bonucci marque son unique but pour l'Union Berlin le 7 octobre 2023, face au Borussia Dortmund, en championnat. Titulaire, il ne peut toutefois pas empêcher la défaite de son équipe (4-2 score final).

#### Fin de carrière au Fenerbahçe SK (2024)
Le 11 janvier 2024, il signe au club turc de Fenerbahçe SK pour six mois, le liant jusqu'en juin 2024. Il a annoncé avant sa signature au club turc sur son compte Instagram, la possibilité de sa dernière saison de sa carrière.
Il joue son premier match pour Fenerbahçe le 14 janvier 2024, lors d'une rencontre de championnat face au Gaziantep FK. Il entre en jeu et son équipe s'impose par un but à zéro ce jour-là.
Le 26 mai 2024, il annonce mettre un terme à sa carrière de footballeur.

### Caractéristiques techniques
Leonardo Bonucci est un défenseur central longiligne, élégant balle au pied, disposant d'un bon jeu de tête, ainsi qu'une bonne qualité de marquage et d'anticipation. Il n'hésite pas non plus à faire de rapides montées balle au pied après avoir intercepté la balle. Il possède également une grande technique, due au fait qu'il évoluait au milieu de terrain dans sa jeunesse, ce qui lui permet un très bon contrôle de balle et de relancer avec de longues passes précises. Au début de son aventure turinoise, il lui arrivait d'avoir des sautes de concentration qui amenaient parfois des erreurs. Il a alors énormément travaillé sa concentration et est maintenant un défenseur redoutable.
Avec la Juventus, Bonucci est considéré comme l'un des meilleurs défenseurs du championnat italien.[réf. nécessaire] La défense du club est parfois désignée par le sigle B-B-C (Bonucci - Barzagli - Chiellini).

### Carrière en sélection

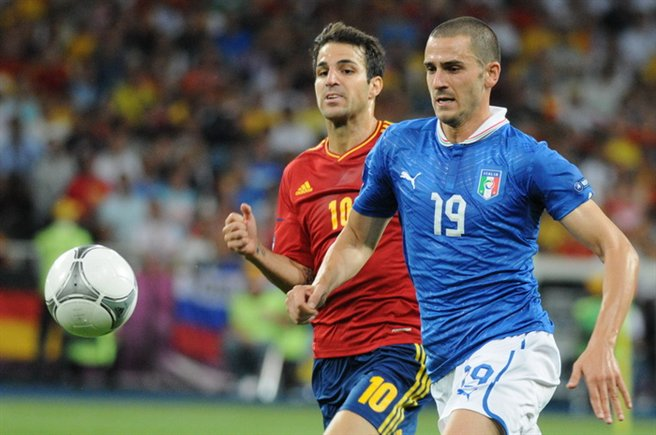
Leonardo Bonucci et Cesc Fàbregas à Euro 2012.

En février 2010, Leonardo Bonucci est convoqué en équipe d'Italie par Marcello Lippi pour un match amical contre le Cameroun, après seulement une vingtaine de match en Serie A. Le 3 mars 2010, à 22 ans, il dispute la rencontre en tant que titulaire avec Fabio Cannavaro et Giorgio Chiellini en défense dans une formation en 3-4-3 au Stade Louis-II à Monaco,. Le lendemain, il reçoit de nombreuses critiques positives de la part de la presse.
Étant donné le peu de concurrence fiable à ce poste, le manque de relève, et le jeune âge du joueur, il est sélectionné pour participer à la Coupe du monde 2010 en tant que défenseur central. Dès sa seconde sélection, le 3 juin 2010, en match de préparation contre le Mexique, il inscrit son premier but international malgré la défaite des champions du monde en titre (1-2). En juin 2010, il est du voyage pour la Coupe du monde en Afrique Du Sud mais il ne dispute pas le moindre match.
Entre août et octobre, il est aligné aux côtés de son coéquipier en club Giorgio Chiellini par le nouveau sélectionneur des Azzurri, Cesare Prandelli, lors de ses cinq premiers matchs à la tête des Italiens. Le 3 septembre 2010, Bonucci marque le but de la victoire contre l'Estonie (1-2) sur une passe d'Antonio Cassano,.
Il est ensuite titularisé avec son ancien partenaire de l'AS Bari, Andrea Ranocchia, pour un match amical contre la Roumanie (1-1) en Autriche. Peu avant le match Ranocchia déclare : « Je profite de ce moment et je suis heureux de jouer avec Bonucci. On se connait à la perfection et nous sommes complémentaires. C’est lui le plus fort de nous deux, vu qu’il joue dans un grand club comme la Juventus. ». Le 9 février 2011, les deux anciens "galletti" se retrouvent à Dortmund pour une rencontre amicale face à l'Allemagne. Ils offrent une bonne charnière défensive à l'Italie mais ils commentent quelques erreurs en première période (score final 1-1).
Leonardo Bonucci enchaîne sa huitième titularisation consécutive le 25 mars 2011 contre la Slovénie (0-1) lors des éliminatoires à l'Euro 2012, aux côtés de Giorgio Chiellini. Bonucci est aligné avec Andrea Barzagli dans l'axe de la défense et avec quatre autres joueurs de la Juventus sur le terrain, le 7 octobre 2011, lors du match à Belgrade face à la Serbie (1-1). L'Italie se qualifie facilement pour l'Euro 2012 en terminant à la première place de son groupe. Lors de l'Euro 2012, il arrive jusqu'en finale avec la Nazionale en étant un acteur majeur de ce beau parcours.
Le jeudi 27 juin 2013, lors de la séance de tirs au but, il loupe son penalty face à l'Espagne qui coûte la qualification à son équipe pour la finale de la Coupe des confédérations. Événement qui ternira son bilan personnel d'une compétition à laquelle il avait affiché un bon niveau.
Bonucci est convoqué pour la Coupe du monde 2014 au Brésil, mais ne joue que le dernier match du premier tour face à l'Uruguay. L'Italie ne verra pas les huitièmes de finale tout comme en 2010. Le mardi 18 novembre 2014, Bonucci est nommé capitaine de la Nazionale pour le match amical opposant l'Italie et l'Albanie à Gênes.
Bonucci marque son premier but dans un tournoi majeur face à l'Allemagne en 1/4 de finale de l'Euro 2016. Quatre ans plus tard, il finira par remporter son premier trophée lors de l'Euro 2020 en tant que vice-capitaine, inscrivant un but en finale contre l'Angleterre. 

#### Buts en sélection
Le tableau suivant liste les résultats de tous les buts inscrits par Leonardo Bonucci avec l'équipe d'Italie.
| But | Date             | Stade, ville, pays   | Adversaire | Résultat           | Match, compétition      |
| --- | ---------------- | -------------------- | ---------- | ------------------ | ----------------------- |
| 1er | 3 juin 2010      | Bruxelles, Belgique  | Mexique    | D 1-2              | Amical                  |
| 2e  | 3 septembre 2010 | Tallinn, Estonie     | Estonie    | V 1-2              | Éliminatoires Euro 2012 |
| 3e  | 9 septembre 2014 | Oslo, Norvège        | Norvège    | V 0-2              | Éliminatoires Euro 2016 |
| 4e  | 2 juillet 2016   | Bordeaux, France     | Allemagne  | P 1-1 (5-6 t.a.b.) | Euro 2016               |
| 5e  | 28 mars 2017     | Amsterdam, Pays-Bas  | Pays-Bas   | V 1-2              | Amical                  |
| 6e  | 1er juin 2018    | Nice, France         | France     | D 3-1              | Amical                  |
| 7e  | 11 juillet 2021  | Londres, Royaume-Uni | Angleterre | V 1-1 (3-2 t.a.b.) | Finale Euro 2020        |

### Carrière d'entraîneur
En octobre 2024, Bonucci a commencé sa carrière d'entraîneur en tant qu'entraîneur adjoint de l'équipe nationale italienne des moins de 20 ans dirigée par Bernardo Corradi,.

## Statistiques
| Saison                | Club                  | Championnat           | Championnat | Championnat | Coupe(s) nationale(s) | Coupe(s) nationale(s) | Supercoupe | Supercoupe | Compétition(s) continentale(s) | Compétition(s) continentale(s) | Compétition(s) continentale(s) | Italie | Italie | Total | Total |
| Saison                | Club                  | Division              | M.          | B.          | M.                    | B.                    | M.         | B.         | Comp.                          | M.                             | B.                             | M.     | B.     | M.    | B.    |
| 2005-2006             | Inter Milan           | Serie A               | 1           | 0           | 0                     | 0                     | 0          | 0          | C1                             | 0                              | 0                              | -      | -      | 1     | 0     |
| 2006-2007             | Inter Milan           | Serie A               | 0           | 0           | 3                     | 0                     | 0          | 0          | C1                             | 0                              | 0                              | -      | -      | 3     | 0     |
| Sous-total            | Sous-total            | Sous-total            | 1           | 0           | 3                     | 0                     | 0          | 0          | -                              | 0                              | 0                              | -      | -      | 4     | 0     |
| 2007-2008             | Trévise               | Serie B               | 27          | 2           | 0                     | 0                     | -          | -          | -                              | -                              | -                              | -      | -      | 27    | 2     |
| 2008-2009             | Trévise               | Serie B               | 13          | 2           | 1                     | 0                     | -          | -          | -                              | -                              | -                              | -      | -      | 14    | 2     |
| Sous-total            | Sous-total            | Sous-total            | 40          | 4           | 1                     | 0                     | -          | -          | -                              | -                              | -                              | -      | -      | 41    | 4     |
| 2008-2009             | AC Pise (prêt)        | Serie B               | 18          | 1           | 0                     | 0                     | -          | -          | -                              | -                              | -                              | -      | -      | 18    | 1     |
| Sous-total            | Sous-total            | Sous-total            | 18          | 1           | 0                     | 0                     | -          | -          | -                              | -                              | -                              | -      | -      | 18    | 1     |
| 2009-2010             | FC Bari               | Serie A               | 38          | 1           | 1                     | 0                     | -          | -          | -                              | -                              | -                              | 2      | 1      | 41    | 2     |
| Sous-total            | Sous-total            | Sous-total            | 38          | 1           | 1                     | 0                     | -          | -          | -                              | -                              | -                              | 2      | 1      | 41    | 2     |
| 2010-2011             | Juventus              | Serie A               | 34          | 2           | 2                     | 0                     | -          | -          | C3                             | 8                              | 1                              | 9      | 1      | 53    | 4     |
| 2011-2012             | Juventus              | Serie A               | 32          | 2           | 5                     | 0                     | -          | -          | -                              | -                              | -                              | 9      | 0      | 46    | 2     |
| 2012-2013             | Juventus              | Serie A               | 33          | 0           | 4                     | 0                     | 1          | 0          | C1                             | 10                             | 1                              | 11     | 0      | 59    | 1     |
| 2013-2014             | Juventus              | Serie A               | 29          | 2           | 1                     | 0                     | 1          | 0          | C1+C3                          | 6+7                            | 0+1                            | 7      | 0      | 51    | 3     |
| 2014-2015             | Juventus              | Serie A               | 34          | 3           | 4                     | 1                     | 1          | 0          | C1                             | 13                             | 0                              | 9      | 1      | 61    | 5     |
| 2015-2016             | Juventus              | Serie A               | 36          | 3           | 4                     | 0                     | 1          | 0          | C1                             | 8                              | 0                              | 15     | 1      | 64    | 4     |
| 2016-2017             | Juventus              | Serie A               | 29          | 3           | 5                     | 1                     | 0          | 0          | C1                             | 11                             | 1                              | 8      | 1      | 53    | 6     |
| Sous-total            | Sous-total            | Sous-total            | 227         | 15          | 25                    | 2                     | 4          | 0          | -                              | 63                             | 4                              | 68     | 4      | 387   | 25    |
| 2017-2018             | AC Milan              | Serie A               | 35          | 2           | 5                     | 0                     | 0          | 0          | C3                             | 11                             | 0                              | 10     | 1      | 61    | 3     |
| Sous-total            | Sous-total            | Sous-total            | 35          | 2           | 5                     | 0                     | -          | -          | -                              | 11                             | 0                              | 10     | 1      | 61    | 3     |
| 2018-2019             | Juventus              | Serie A               | 29          | 3           | 1                     | 0                     | 1          | 0          | C1                             | 10                             | 0                              | 9      | 1      | 50    | 4     |
| 2019-2020             | Juventus              | Serie A               | 36          | 3           | 4                     | 1                     | 1          | 0          | C1                             | 7                              | 0                              | 6      | 0      | 54    | 4     |
| 2020-2021             | Juventus              | Serie A               | 26          | 2           | 1                     | 0                     | 1          | 0          | C1                             | 6                              | 0                              | 14     | 1      | 48    | 3     |
| 2021-2022             | Juventus              | Serie A               | 23          | 5           | 3                     | 0                     | 0          | 0          | C1                             | 7                              | 0                              | 7      | 0      | 40    | 5     |
| 2022-2023             | Juventus FC           | Serie A               | 16          | 1           | 1                     | 0                     | -          | -          | C1+C3                          | 6+3                            | 1+0                            | 5      | 0      | 31    | 2     |
| Sous-total            | Sous-total            | Sous-total            | 131         | 14          | 10                    | 1                     | 3          | 0          | -                              | 39                             | 1                              | 41     | 2      | 224   | 18    |
| 2023-2024             | Union Berlin          | Bundesliga            | 7           | 1           | -                     | -                     | -          | -          | C1                             | 3                              | 0                              | -      | -      | 10    | 1     |
| Sous-total            | Sous-total            | Sous-total            | 7           | 1           | 0                     | 0                     | 0          | 0          | -                              | 3                              | 0                              | 0      | 0      | 10    | 1     |
| 2023-2024             | Fenerbahçe            | Süper Lig             | 8           | 0           | 3                     | 0                     | -          | -          | C4                             | 2                              | 0                              | -      | -      | 13    | 0     |
| Sous-total            | Sous-total            | Sous-total            | 8           | 0           | 3                     | 0                     | 0          | 0          | -                              | 2                              | 0                              | 0      | 0      | 13    | 0     |
| Total sur la carrière | Total sur la carrière | Total sur la carrière | 508         | 38          | 45                    | 3                     | 7          | 0          | -                              | 118                            | 5                              | 121    | 8      | 799   | 54    |

## Palmarès
| Inter Milan (3)                                                                                                  | Juventus (16) | AC Milan                             | Italie (1) |
| --- | --- | ------------------------------------ | --- |
| - Serie A - Champion : 2006. - Primavera TIM Cup - Vainqueur : 2006. - Championnat Primavera - Vainqueur : 2007. | - Serie A - Champion : 2012, 2013, 2014, 2015, 2016, 2017, 2019 et 2020. - Coupe d'Italie - Vainqueur : 2015, 2017 et 2021. - Finaliste : 2012, 2020 et 2022. - Supercoupe d'Italie - Vainqueur : 2012, 2013, 2015, 2018 et 2020. - Ligue des champions - Finaliste : 2015 et 2017. | - Coupe d'Italie - Finaliste : 2018. | - Championnat d'Europe - Vainqueur : 2020. - Finaliste : 2012. - Coupe des champions CONMEBOL–UEFA - Finaliste : 2022. - Coupe des confédérations - Troisième : 2013. |

### Récompenses individuelles
- Meilleur joueur de l'année de Serie A en 2016.
- Membre de l’équipe type de l’Euro 2020.

## Vie privée
Leonardo Bonucci a épousé Martina Maccari le 21 juin 2011 à Sienne ; le couple a trois enfants, Lorenzo, Matteo et Matilda.